# Public Bank (Hong Kong)

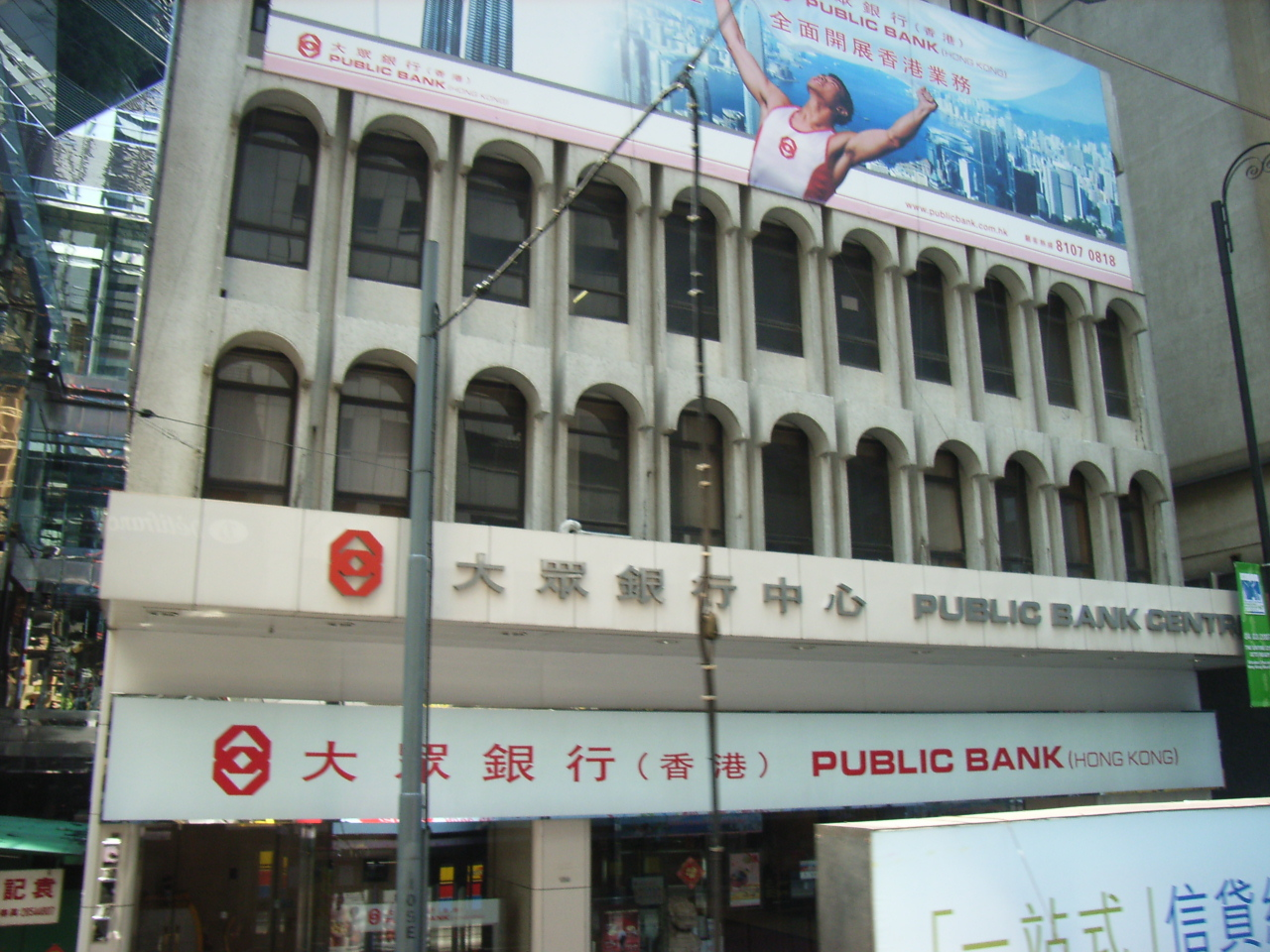
Public Bank (Hongkong) Centre, Central, Hongkong.

Public Bank (Hong Kong) Limited (kinesiska:大眾銀行(香港)有限公司) är en licensierad bank i Hongkong. Ursprungligen kallad Asia Commercial Bank Limited och ägd av Asia Financial Holdings Limited (SEHK : 662,]), förvärvades det av Public Financial Holdings Limited (SEHK : 626, ett dotterbolag till Public Bank Berhad, tidigare känt som JCG Financial Holdings Limited,), vilket slutfördes den 30 maj 2006. Den döptes därefter om den 30 juni 2006.
Det har 32 filialer i Hongkong; 1 filial och 4 underfilialer i Shenzhen samt ett representationskontor i Shanghai och Shenyang i Kina.